# Fiat Trattori 1000
Le Fiat 1000 est un tracteur à roues produit par le constructeur italien Fiat Trattori de 1971 à 1979. Avec le Fiat 1300 DT Super, c'était l'un des plus gros et puissants tracteurs agricoles de son époque et il représente un véritable exemple classique aujourd'hui. Il a été également produit en France sous le nom de Someca 1000.
La gamme tracteur Fiat 1000 a été composée de 3 séries :
- 1971 - 1ère série Fiat 1000 (2WD) et 1000 DT (4WD) équipée du moteur Fiat type 8065.02 (alésage x course = 100x110 mm) de 5.184 cm3 avec direction assistée et pompe en ligne,
- 1975 - 2ème série équipée du même moteur Fiat type 8065.02 mais avec une direction hydrostatique et pompe rotative,
- 1976 - 3ème série appelée Fiat 1000 Super & 1000 DT Super équipée du moteur Fiat type 8065.04 (103x110) de 5.502 cm3 développant 110 Ch DIN à 2.400 tr/min, direction hydrostatique et pompe rotative,

La cabine d'origine qui était une SCIAC avec pare-brise ouvrant basculant vers l'arrière sur la 1ère série, ensuite avec pare-brise fixe et toit ouvrant, parfaitement capitonnée.

## Caractéristiques techniques
Le moteur Fiat type 8065 est un moteur diesel 6 cylindres à injection directe dont la première série type 8065.02 (alésage x course = 100x110 mm) avait une cylindrée de 5.184 cm3. Il développe une puissance de 95 Ch DIN à 2.400 tr/min avec un taux de compression 17,0: 1. Le couple maximal est de 325 N m à 1.600 tr/min. 
La version "Super" dispose du moteur diesel 6 cylindres Fiat type 8065.04 (103x110) d'une cylindrée de 5.502 cm3 développant 110 Ch DIN à 2.400 tr/min.
Le niveau sonore enregistré au poste de conduite, sans cabine, est de 72 dB, valeur particulièrement basse comparée aux 95/100dB des tracteurs concurrents de plus faible puissance.
La boîte comporte quatre vitesses synchronisées avec 4 gammes, 3+1 avant (L = lent, M = moyen, V = rapide) avec réducteur épicycloïdal pour les vitesses "Rampantes" et une arrière. 
Le réservoir à carburant est de 115 litres ce qui laisse une autonomie très supérieure à la journée de travail. La consommation maximale sous travaux lourds est de 4 à 5 litres/heure.

### Vitesses avant et arrière
Valeurs pour les modèles Fiat 1000 Super et 1000 DT Super, pneumatiques 16.9/14-38.
Le tracteur dispose de 12+4 rapports avant et 4 arrière ainsi répartis :

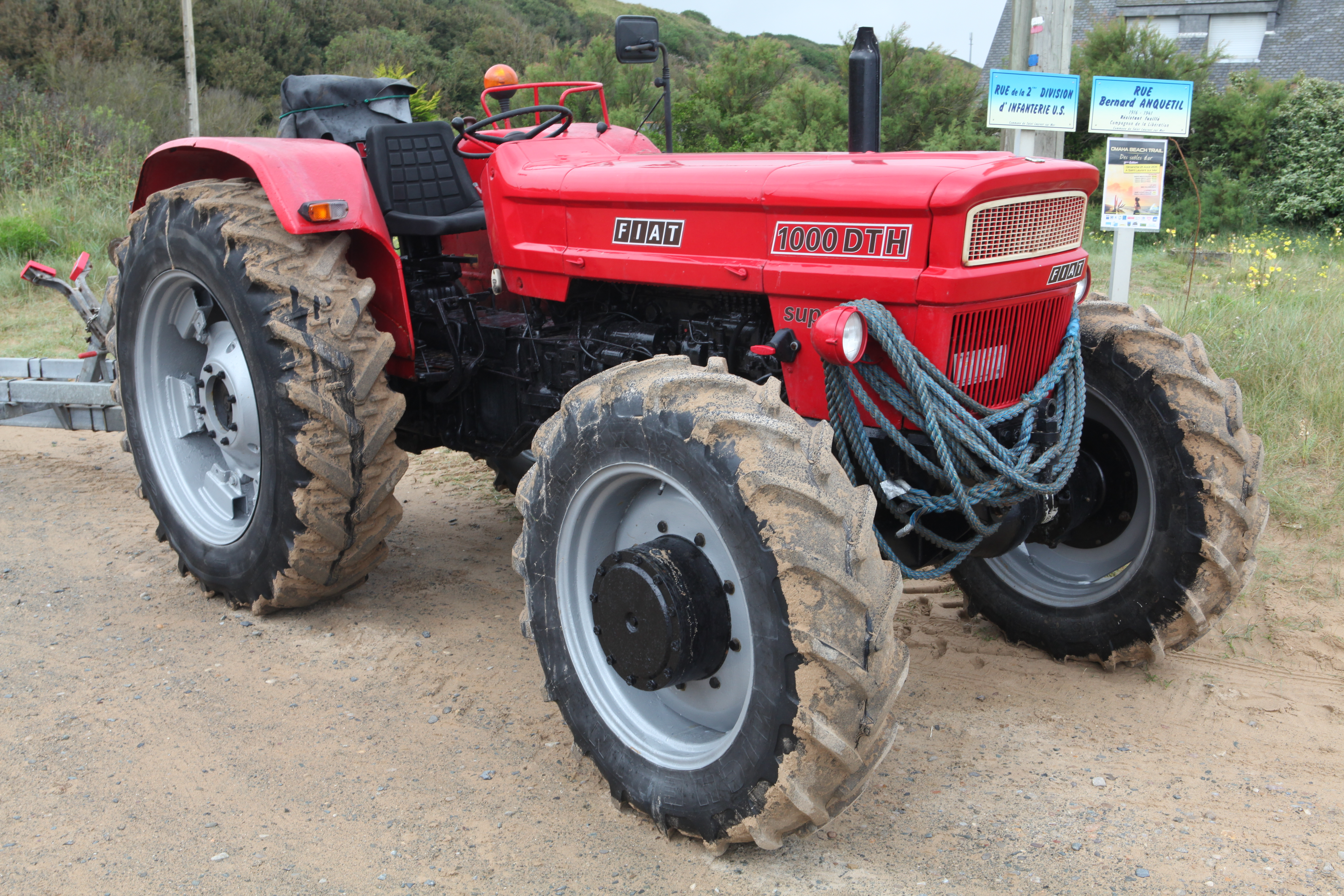
Fiat 1000 DT Super sans cabine et peint en rouge.

| Gammes            | Vitesses | Au couple maxi 1.600 tr/min | Au régime maxi 2.400 tr/min |
| ----------------- | -------- | --------------------------- | --------------------------- |
| Rampante (option) | 1 2 3 4  | 0,3 0,5 0,6 0,9             | 0,5 0,7 0,9 1,4             |
| Lente             | 1 2 3 4  | 1,0 1,5 1,9 2,8             | 1,5 2,2 2,9 4,3             |
| Moyenne           | 1 2 3 4  | 2,2 3,4 4,6 6,3             | 3,4 5,1 6,9 10,5            |
| Rapide            | 1 2 3 4  | 5,6 8,5 11,4 16,7           | 8,5 12,8 17,2 25,1          |
| Arrière           | 1 2 3 4  | 2,3 3,5 4,7 6,9             | 3,5 5,3 7,1 10,4            |

### Prise de force
La prise de force est complètement indépendante de la boîte de vitesses. Deux vitesses de prise de force sont possibles :
- 540 tr/min
- 1000 tr/min.

### Freins
Freins multidisques à bain d'huile et commandes indépendantes, jumelables pour les déplacements sur route. Freinage hydraulique de remorques de plus de 6 tonnes à commande conjuguée avec les freins du tracteur en série.

### Direction
La commande de direction assistée et pompe en ligne sur la 1ère série, direction hydrostatique et pompe rotative sur les séries suivantes.
Le rayon de braquage de la version 1000, avec frein est de 4,00 mètres, sans frein : 4,40 m et la version 1000 DT (4 WD) avec frein : 4,50 mètres.

### Poste de conduite
Cabine de sécurité insonorisée avec une très large visibilité sur 360°. La cabine est ventilée et chauffée et peut recevoir, en option, la climatisation. Le parebrise et le hayon arrière s'ouvrent.
Le siège du conducteur est monté sur un parallélogramme articulé sur vérins amortisseurs auto adaptables en fonction du poids du conducteur.

### Dimensions
Fiat 1000 Super et (1000 DT Super)
- empattement : 2.480 mm (2.520)
- longueur hors tout : 4.170 mm (4.240 mm)
- largeur hors tout avec voie minimale : 1.930 mm (2.090 mm)
- hauteur au capot : 1.620 mm
- voie AV : 7 positions de 1.400 à 2.000 mm (2 positions 1.400 et 1.800 mm)
- voie AR : 7 positions de 1.500 à 2.100 mm (6 positions de 1.600 à 2.100 mm)
- garde au sol sous essieu AV : 570 mm (430 mm)
- pneumatiques AV : 7.50-20 (11.2/10-28)
- pneumatiques AR : 16.9/14-38
- poids : 3.600 kg (4.200 kg).

## Le Fiat 1000 à l'étranger

### Argentine
Présenté en deux versions de base dénommées Fiat 1100 E et 1100 A version surélevée pour la culture du riz, toutes deux étaient disponibles en 2 ou 4 roues motrices (DT). ces modèles, dérivés de l'original italien mais avec des adaptations locales, ont été fabriqués en Argentine par la filiale Fiat Concord de 1977 à fin 1980. Ces modèles étaient équipés du moteur diesel 6 cylindres (110x130) OM type CP3/720 de 7.412 cm3 de cylindrée développant 133 Ch DIN à 2.300 tr/min. Ce moteur était produit sous licence en Argentine depuis presque 10 ans. Ils ont été surnommés "Panza marrón" en raison de leur soubassement peint en marron et non plus en bleu comme les modèles précédents.
Ce furent les tracteurs les plus gros et puissants jamais fabriqués en Argentine. La version DT a été le premier tracteur 4x4x rigide produit dans le pays. Ce fut également le dernier modèle commercialisé sous la marque Fiat Concord, les modèles suivants étaient badgés FiatAgri.

### France
Comme pour tous les autres modèles du constructeur italien, une fidèle réplique a été fabriquée en France sous la marque Fiat Someca sous la référence Fiat Someca 1000, 1000 DT, 1000 Super et 1000 DT Super. La marque Fiat figure sur la face avant, la marque Someca sur les flancs.
Les trois versions ont été produites aux mêmes dates, les moteurs Fiat étant importés d'Italie :
- 1971 - 1ère série Fiat Someca 1000 (2WD) et 1000 DT (4WD) équipés du moteur Fiat type 8065.02 (alésage x course = 100x110 mm) de 5.184 cm3 avec direction assistée et pompe en ligne,
- 1975 - 2ème série équipée du même moteur Fiat type 8065.02 mais avec une direction hydrostatique et pompe rotative,
- 1976 - 3ème série appelée 1000 Super et 1000 DT Super équipée du moteur Fiat type 8065.04 (103x110) de 5.502 cm3 développant 110 Ch DIN à 2.400 tr/min, direction hydrostatique et pompe rotative.

La production s'est poursuivie jusqu'en fin d'année 1979, date à laquelle la nouvelle série "80" a été lancée, avec ses remplaçants, les modèles Fiat 980 et 980DT. 